# French Open 2015 (turniej legend kobiet)
French Open 2015 – turniej legend kobiet – zawody deblowe legend kobiet, rozgrywane w ramach drugiego w sezonie wielkoszlemowego turnieju tenisowego, French Open. Zmagania miały miejsce w dniach 3–6 czerwca na ceglanych kortach Stade Roland Garros w 16. dzielnicy francuskiego Paryża.

## Drabinka

#### Klucz
- w/o – walkower
- k – krecz
- d – dyskwalifikacja
- Q – kwalifikant
- WC – dzika karta
- LL – szczęśliwy przegrany
- Alt – zawodnik zastępczy
- PR – ochrona rankingu
- SE – specjalna przepustka
- ITF – ranking ITF
- JE – ranking juniorski

### Faza finałowa
|  |       |                                      |   |   |    |
|  | Finał |                                      |   |   |    |
|  |       |                                      |   |   |    |
|  |       |                                      |   |   |    |
|  |       |                                      |   |   |    |
|  |       | Kim Clijsters Martina Navrátilová    | 2 | 6 | 11 |
|  |       | Kim Clijsters Martina Navrátilová    | 2 | 6 | 11 |
|  |       | Lindsay Davenport Mary Joe Fernández | 6 | 2 | 9  |
|  |       | Lindsay Davenport Mary Joe Fernández | 6 | 2 | 9  |
|  |       |                                      |   |   |    |

### Faza początkowa

#### Grupa A
|    |                                      | Kim Clijsters Martina Navrátilová | Nathalie Tauziat Sandrine Testud | Conchita Martínez Anastasija Myskina | Mecze W–L | Sety W–L | Gemy W–L | Miejsce |
| A1 | Kim Clijsters Martina Navrátilová    |                                   | 6:3, 6:7(3), 13–11 (3 czerwca)   | 7:5, 6:3 (4 czerwca)                 | 2–0       | 4–1      | 26–18    | 1.      |
| A2 | Nathalie Tauziat Sandrine Testud     | 3:6, 7:6(3), 11–13 (3 czerwca)    |                                  | 2:6, 6:4, 8–10 (5 czerwca)           | 0–2       | 2–4      | 18–24    | 3.      |
| A3 | Conchita Martínez Anastasija Myskina | 5:7, 3:6 (4 czerwca)              | 6:2, 4:6, 10–8 (5 czerwca)       |                                      | 1–1       | 2–3      | 19–21    | 2.      |

#### Grupa B
|    |                                      | Marion Bartoli Iva Majoli | Lindsay Davenport Mary Joe Fernández | Jana Novotná Arantxa Sánchez Vicario | Mecze W–L | Sety W–L | Gemy W–L | Miejsce |
| B1 | Marion Bartoli Iva Majoli            |                           | 3:6, 3:6 (4 czerwca)                 | 6:4, 6:2 (5 czerwca)                 | 1–1       | 2–2      | 18–18    | 2.      |
| B2 | Lindsay Davenport Mary Joe Fernández | 6:3, 6:3 (4 czerwca)      |                                      | 6:3, 6:4 (3 czerwca)                 | 2–0       | 4–0      | 24–13    | 1.      |
| B3 | Jana Novotná Arantxa Sánchez Vicario | 4:6, 2:6 (5 czerwca)      | 3:6, 4:6 (3 czerwca)                 |                                      | 0–2       | 0–4      | 13–24    | 3.      |